# Casa Puig i Cadafalch
La casa Puig i Cadafalch fue la casa de veraneo del conocido arquitecto Josep Puig i Cadafalch. Construida entre 1897 y 1905. Se encuentra en la calle de Dolors Monserdà, 3-5, junto a la plaza de Vender, en el municipio de Argentona, en el Maresme.
Se trata de una casa de veraneo hecha a partir de la transformación de tres edificios. Con un interior laberíntico y un estilo de influencia medieval, presenta unas fachadas con elementos arquitectónicos modernistas. Su estado de conservación es muy deficiente. Durante el mes de diciembre de 2010 cayó una glorieta de los muros que rodean la finca. A principios de febrero de 2011 los Maulets de Argentona llevaron a cabo una acción simbólica denunciando el mal estado del edificio.
En enero de 2012 se hizo público que el Ayuntamiento de Argentona expropiará la finca, gracias a un crédito de 246.000 euros proveniente de la Generalidad de Cataluña.

## Galería de imágenes

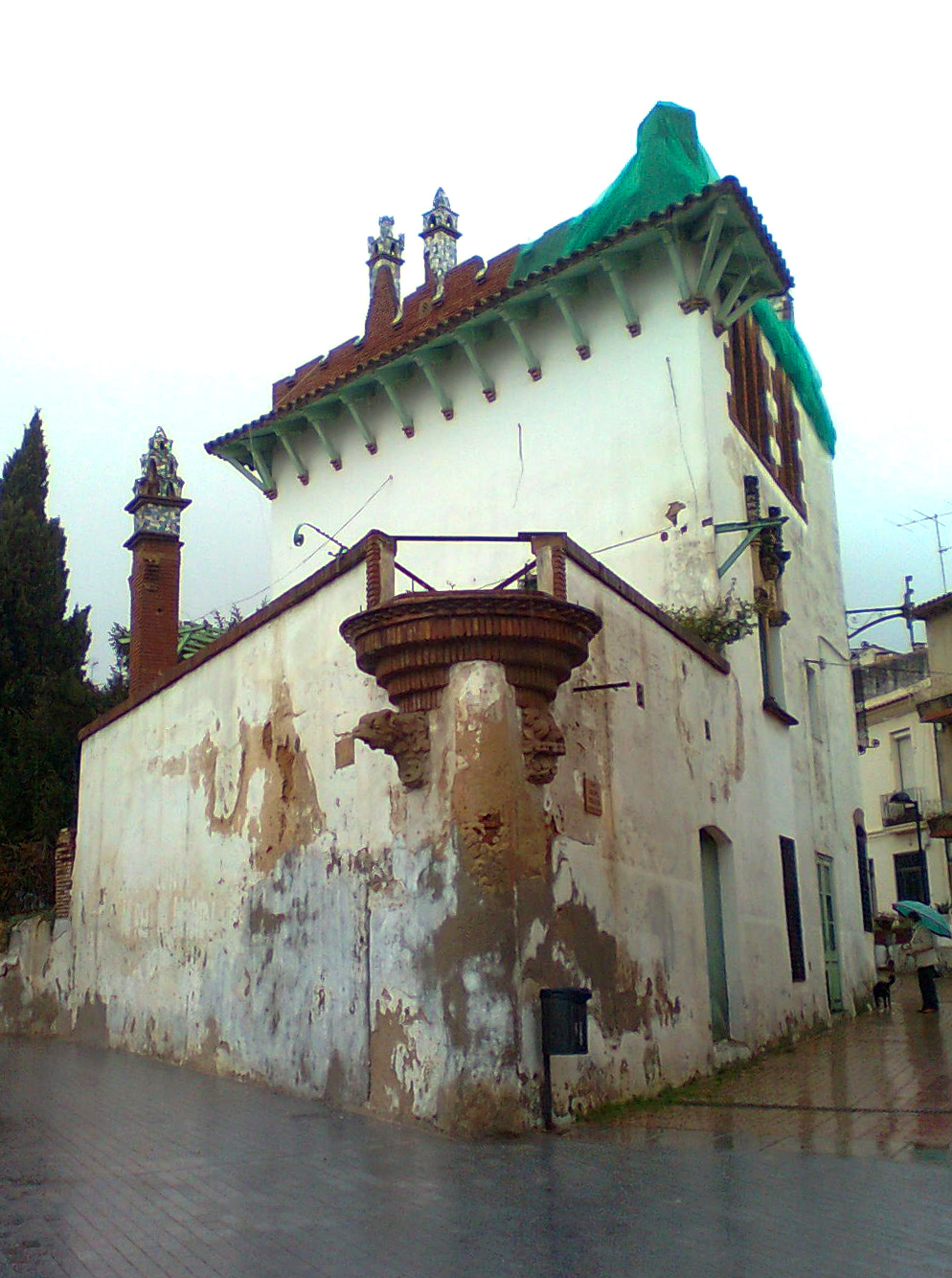
La casa en mal estado en 2011.
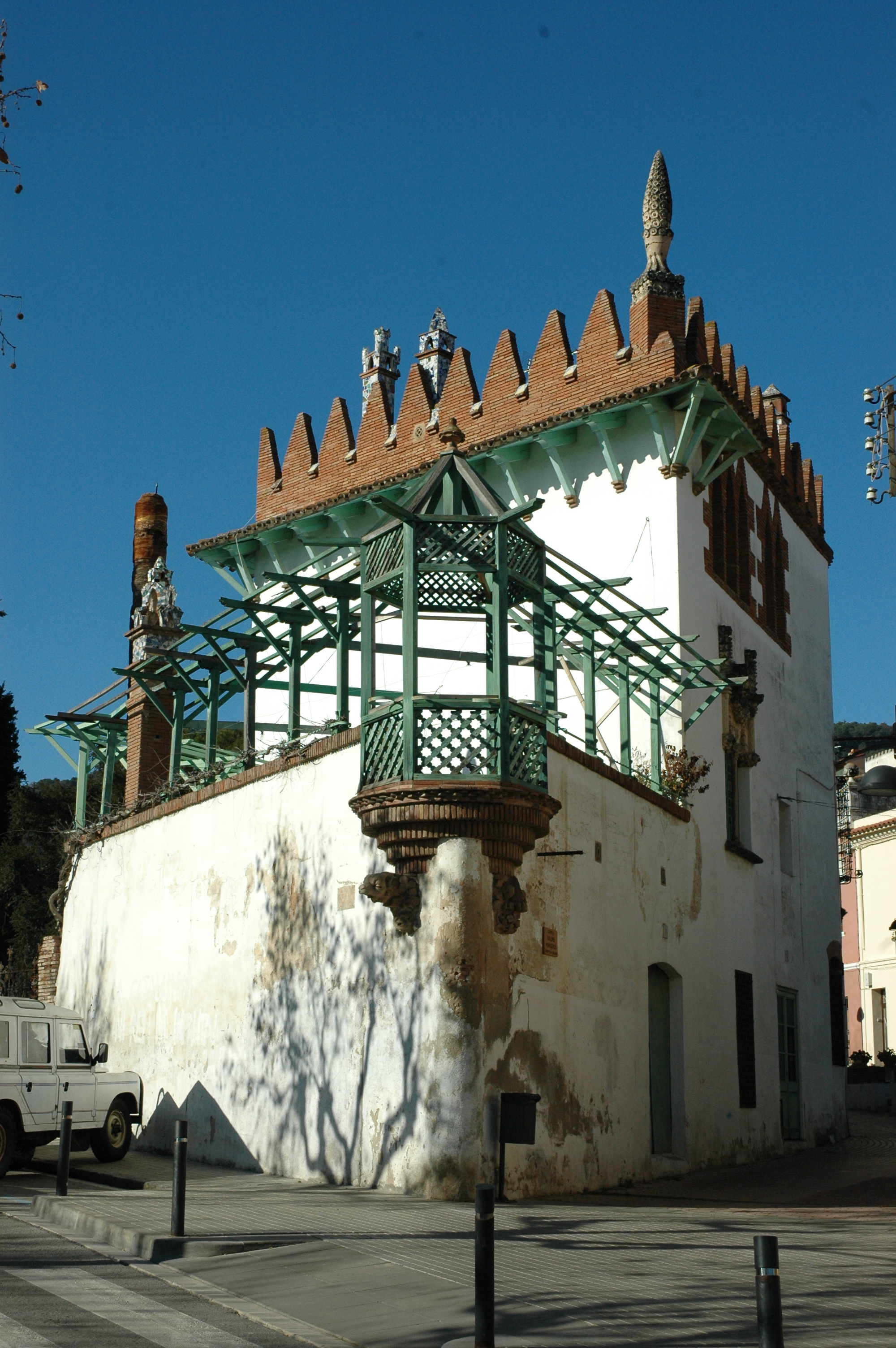
La casa restaurada.
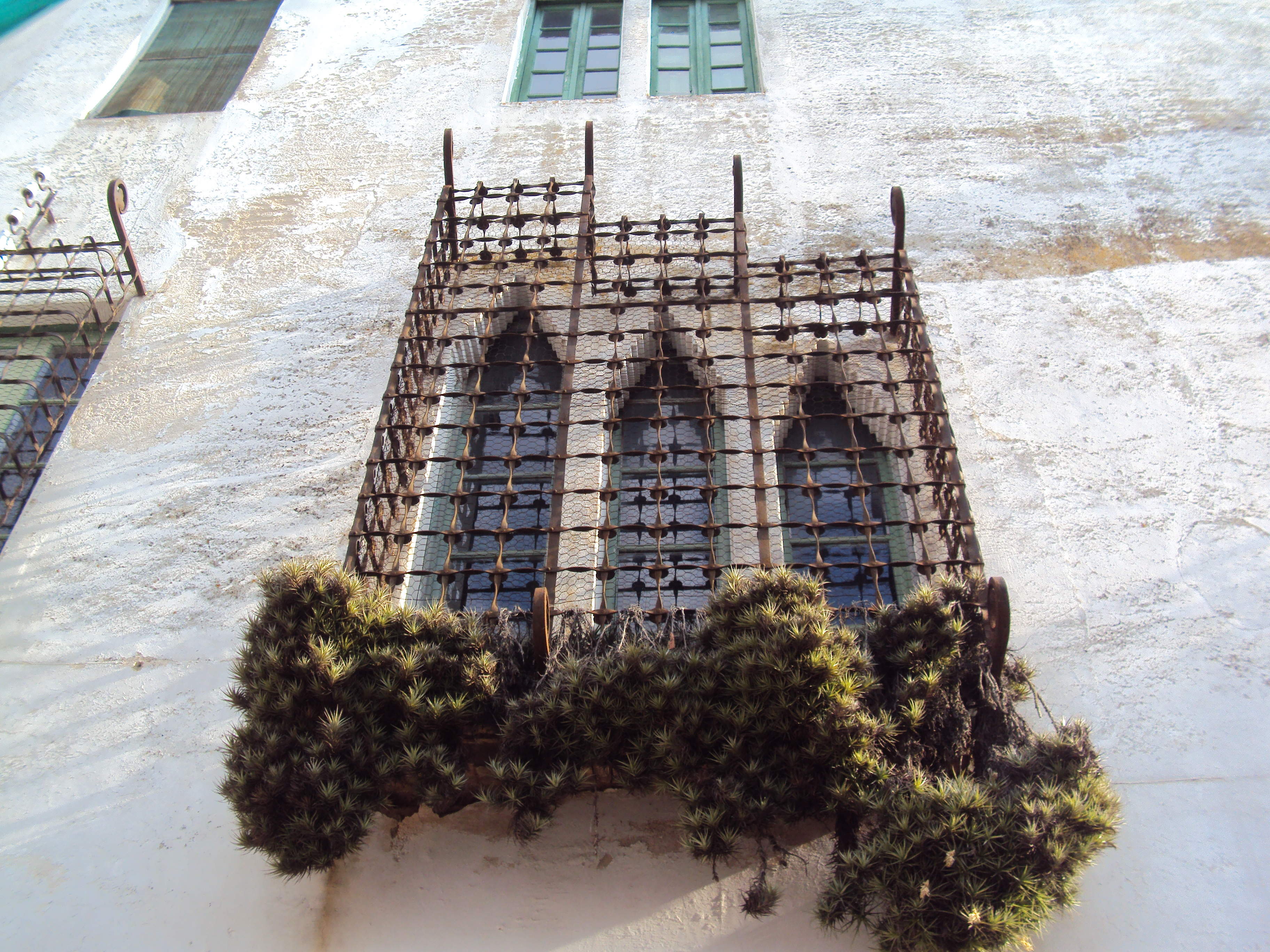
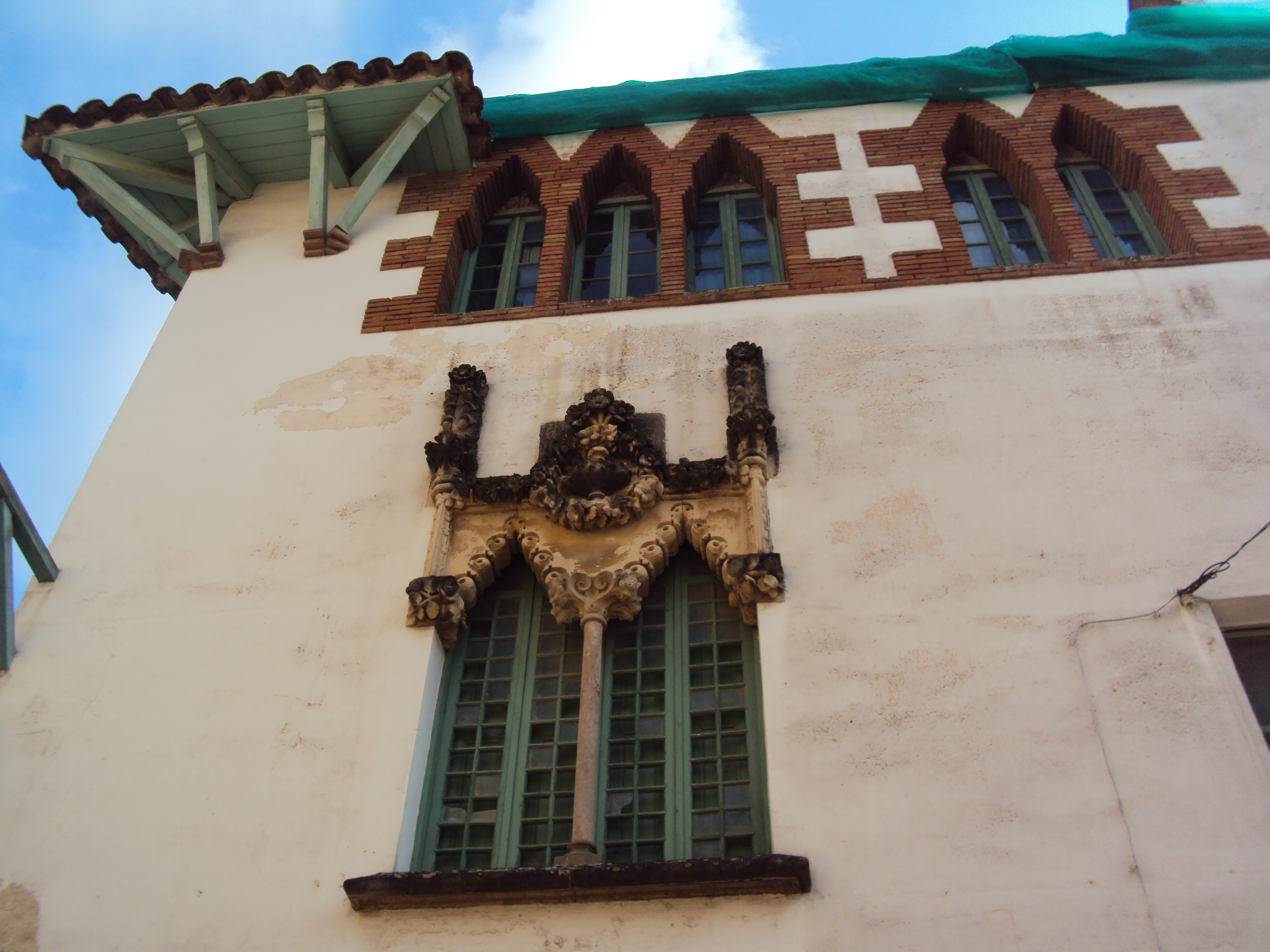